# Coptops tetrica
Coptops tetrica är en skalbaggsart som först beskrevs av Newman 1842.  Coptops tetrica ingår i släktet Coptops och familjen långhorningar.
Artens utbredningsområde är Filippinerna. Inga underarter finns listade i Catalogue of Life.